# Calonectris
Calonectris är ett släkte inom familjen liror med stora havsfåglar.

## Taxonomi
Släktets taxonomi har länge varit under diskussion. Idag urskiljs oftast följande fyra arter:
- Vithuvad lira (Calonectris leucomelas)
- Större kapverdelira (Calonectris edwardsii)
- Diomedeslira (Calonectris diomedea)
- Gulnäbbad lira (Calonectris borealis)

Tidigare behandlades gulnäbbad lira, diomedeslira och större kapverdelira som en och samma art, som då kallades gulnäbbad lira (Calonectris diomedea).
Ytterligare tre utdöda arter finns beskrivna från fossila lämningar:
- Calonectris kurodai – mellersta miocen i Chesapeake Bay, USA[3]
- Calonectris krantzi – tidig pliocen i North Carolina, USA[4]
- Calonectris wingetai – mellersta pleistocen på Bermuda[5]

## Utseende och fältkännetecken
Släktet består av långvingade liror som är mörkt bruna eller gråbruna på ovansidan och mestadels vita undertill. De har en lång näbb med ett tydligt rörformigt utskott på näbbryggen. De flyger på stela vingar och har en karakteristisk lugn, något albatrossliknande "bågande" segelflykt. De verkar, trots mycket hård vind, ha full kontroll och förflyttar sig med ett minimum av aktivt flykt. Alla arter, utom större kapverdeliran, har i aktiv flykt mjukare vingslag än många av de mindre lirorna, vilket gör att de i flykten kan påminna om unga trutar. Den något mindre kapverdelirans flykt är mer lik de mindre lirornas då den har stelare vingslag. Alla taxa utom kapverdeliran har ljusa näbbar.

## Utbredning
Alla arter är flyttfåglar. Diomedeslira häckar på öar och klippiga kuster i Medelhavet medan gulnäbbad lira häckar på öar i Nordatlanten som Azorerna, Kanarieöarna och Madeira. Båda dessa arter lämnar sina häckningsområden i oktober-november och övervintrar i Atlanten. Diomedeesliran flyttar främst till havsområden utanför Kapprovinsen i Sydafrika medan gulnäbbad förekommer över ett större område i Atlanten. En del, uppskattningsvis 250 000 individer övervintrar i sydvästra Indiska oceanen.
Vithuvad lira häckar på östasiatiska öar. Den övervintrar i Stilla havet främst i havet norr om Nya Guinea, men vissa övervintrar även i östra Indiska Oceanen.
Större kapverdelira häckar endemiskt på Kap Verde. Dess övervintringsområden är inte helt kartlagda men stora delar av populationen övervintrar förmodligen utanför Brasiliens kuster.

## Ekologi
Arterna inom släktet besöker bara land om natten vid häckningstid och de föredrar månfria nätter för att undvika predation. De häckar i kolonier på öar och klippiga kuster och bygger sitt bo i jordhålor. De lägger ett vitt ägg. Deras föda består av fisk, bläckfisk och liknande. De följer båtar och fiskefartyg och äter fiskrens som kastas överbord.